# Селве Марконе
Селве Марконе (итал. Selve Marcone) је насеље у Италији у округу Бијела, региону Пијемонт.
Према процени из 2011. у насељу је живело 103 становника. Насеље се налази на надморској висини од 759 м.

## Становништво
Према резултатима пописа становништва 2011. у општини је живело 100 становника.
| 1931. | 1936. | 1951. | 1961. | 1971. | 1981. | 1991. | 2001. | 2011. |
| ----- | ----- | ----- | ----- | ----- | ----- | ----- | ----- | ----- |
| 141   | 141   | 176   | 182   | 131   | 113   | 113   | 103   | 100   |